# Трамвай Ростова-на-Дону
Ростовский трамвай — одна из систем городского общественного транспорта города Ростова-на-Дону.

## История
Трамвайная система Ростова-на-Дону — одна из старейших в России. Предшественником трамвая в Ростове-на-Дону была конная железная дорога, открытая в 1887 году и принадлежавшая Бельгийскому акционерному обществу (она была десятой в Российской империи). Вследствие того что собственниками конки были бельгийцы, колея Ростова-на-Дону (1435 мм) оказалась уникальной в России. К 1900 году было открыто четыре линии конки:
- Новое Поселение — Богатяновский Спуск;
- Сенной Базар — Смирновский Спуск;
- Городское депо — ул. Большая Садовая;
- Вокзал — Нахичевань (Нахичевань была соседним с Ростовом городом и в 1890 году была связана с Ростовом первой и единственной в России междугородной конной линией).

Впоследствии конка была электрифицирована, и 2 января 1902 года в Ростове было открыто трамвайное движение. Первыми улицами с трамваями стали Большая Садовая, Почтовая, Романовская улицы, Таганрогский и Большой проспекты. 22 декабря 1902 года была электрифицирована конка в соседнем городке — Нахичевани, и первый в России междугородный электрический трамвай начал свою работу.
В гражданскую войну ростовский трамвай, в отличие от трамвайных сетей многих других российских городов, движения не останавливал.
Тогда же была открыта вторая система трамвая на правом берегу реки Темерник — в Ленгородке.
В 1925 году управление Ростово-Нахичеванского-на-Дону электрического трамвая находилось по адресу: Богатяновский пер., № 75. Движение осуществлялось по 6 маршрутам:
1. По ул. Фр. Энгельса (от Ростовского вокзала до 36 линии в г. Нахичевани);
2. По Будённовской линии (от здания ж.д. больницы до ул. Фр. Энгельса);
3. По Боенской линии (от боен до Смирновского спуска);
4. По Сенной линии (от ул. Фр. Энгельса до Смирновского спуска);
5. 2-я Нахичеванская линия (от Нахичеванского базара до станции Нахичевань-Донская);
6. Богатяновская линия (от ул. Фр. Энгельса до депо).

В 1925 году плата за проезд в дневном движении составляла: по одному поясу — 6 копеек, по одному городу — 8 копеек, по одному городу с правом пересадки — 10 копеек, по двум городам — 12 копеек. Плата за проезд в ночном движении составляла по одному городу — 12 копеек, по двум городам — 16 копеек, по Будённовской линии — 10 копеек.
| Линии             | Моторных | Прицепных | Всего |
| ----------------- | -------- | --------- | ----- |
| Ул. Фр. Энгельса  | 25       | 17        | 42    |
| Будённовская      | 11       | 6         | 17    |
| Боенская          | 9        | -         | 9     |
| Сенная            | 6        | -         | 6     |
| 2-я Нахичеванская | 2        | -         | 2     |
| Богатяновская     | 1        | -         | 1     |
| Служебн.          | 1        | 1         | 2     |
| Итого:            | 55       | 24        | 79    |

В 1928 году маршрутная сеть трамвая уже составляла 8 маршрутов, изменились также их наименования. Так, все маршруты получили свои номера: № 1, 2, 3, 4, 5, 6, 7 и № 8. Появились новые маршруты: № 7 «Рабочий городок — Будённовский пр. — Старо-Почтовая ул. — Новый базар и обратно», № 8 «Новое поселение — Шестая улица — Будённовский пр. — Старо-Почтовая ул. — Граница — 1-я Советская улица — Нахичеванский базар — пл. Льва Толстого и обратно». По маршрутам № 3 и № 8 трамвай ходил в Нахичевань по Старо-Почтовой улице, а обратно по Московской улице. По маршруту № 4 на Бойни по Старо-Почтовой улице, а обратно по Московской улице.
С 1957 года в городе Ростове-на-Дону впервые в СССР стали эксплуатироваться чешские трамвайные вагоны «Татра». Этому способствовал то факт, что ширина колеи в Ростове-на-Дону соответствует европейскому стандарту 1435 мм.
На 1959 год в Ростове-на-Дону действовало 15 трамвайных маршрутов (№ 1 «Вокзал — Ростсельмаш» (10,5 км), № 2 «Новое поселение — Ростсельмаш» (9,5 км), № 3 «Новое Поселение — завод Красный Аксай»(9,7 км), № 4 «Мясокомбинат—Центральный рынок» (4,55 км), № 5 «Вокзал — Рабочий городок» (4,35 км), № 6 «Рабочий городок — Центральный рынок» (4 км), № 7 «Депутатская улица — Профсоюзная улица» (2 км), № 8 «Рабочий городок — Центральный рынок» (4 км), № 9 « Северный посёлок — Центральный рынок» (7,55 км), № 10 «Депутатская улица — завод Ростсельмаш» (8,65 км), № 11 «Рабочий городок — завод Ростсельмаш» (8,9 км), № 12 «Рабочий городок — завод Красный Аксай» (6,4 км), № 13 «Центральный рынок — посёлок Чкалова» (9 км), № 14 «Рабочий городок — Северный посёлок» (7,2 км), № 15 «Проспект Карла Маркса — Улица Осипенко (Красный город-сад)» (6,25 км).
В начале 1960-х годов в городе произошли изменения в маршрутной сети трамвая. Так, маршрут № 7 был продлён от проспекта Сиверса до улицы Мичуринской, протяжённость его составила 4 км. Маршрут № 9 был продлён в посёлок Чкалова (до переулка Обский), а протяжённость его составила от Центрального рынка — 9 км. Изменилась схема движения маршрута № 12 «Рабочий городок — завод Красный Аксай», который следовал по улицам Фрунзе, Тимирязева, Будённовскому проспекту, ул. Текучёва, проспекту Карла Маркса, улицам Станиславского, Театральному проспекту, 1-я Комсомольская ул., площадь Свободы, площадь Толстого, 2-я Советская ул., 39-я Линия, завод Красный Аксай. Общая протяжённость обновлённого маршрута составила 9,1 км. Маршрут № 13 также был продлён до посёлка Чкалова, протяжённость которого составила 11 км. В то же время, был отменён маршрут № 14. Кроме этого, маршрут № 15 был сокращён и начинался от проспекта Будённовского (протяжённость его составила 5,35 км).  Без изменений остались маршруты № 1, 2, 3, 4, 5, 6, 8, 10, 11.
В 1990-е годы произошло большое сокращение маршрутной сети трамвая города Ростова-на-Дону. Сохранились линии в центре города и небольшое ответвление в Железнодорожный район, в котором ввиду сложного рельефа местности и больших уклонов, узости и кривизны улиц заменить трамвай другим видом транспорта не представлялось возможным. Из четырёх депо остались два — Ленгородское и Пролетарское. Большое количество вагонов было уничтожено. В городе были выведены из эксплуатации все вагоны Tatra T3.
26 апреля 1998 года были отменены маршруты № 2, 8, 9 ,11, 12, 13, 16, 17, 18. В июне того же года отменили № 14. Были укорочены маршруты № 3 «Новое поселение — разворотный треугольник „35-я линия“» и № 6 «Центральный рынок — Текучёва — Мясокомбинат». Таким образом после 1998 года из восемнадцати трамвайных маршрутов осталось семь: № 1, 3, 4, 5, 6, 7, 10.
На рубеже 2001—2003 годов были демонтированы трамвайные линии по участкам:
- Орбитальная ул., пр. Космонавтов, ул. Евдокимова, Канонерский пер., Фурмановская ул., Марксистский пер., пр. Октября от к/ст «Орбитальная ул.» до ул. Текучёва
- Фурмановская ул., Казахская ул., Беломорский пер., Белорусская ул. от Канонерский пер. до кон. ст. «Белорусская ул.»
- 39-я линия от Ереванской ул. до завода «Красный Аксай»
- Просп. Стачки от пл. 5-го Донского Корпуса до пл. Мичурина (закрыт в июне, служебное движение продолжалось до 2002 года).

С 2006 года, согласно проекту генерального плана города на 2007—2025 годы, предполагалось преобразование к 2025 году сети трамвая в метротрам (скоростной трамвай с подземными станциями в центре), однако до какой-либо практической реализации дело не дошло. В 2011 году были утверждены изменения в генеральный план города, согласно которым Ростов-на-Дону вернулся к идее строительства метрополитена взамен метротрама. Развитие новых трамвайных линий предусматривалось только по улицам Текучёва, Доватора и проспекту Шолохова.
В 2012 году на реконструкцию была закрыта улица Горького, в связи с чем 4-й правый маршрут был отменён, 4-й левый продлён до ж/д вокзала, маршрут № 7 «Чукотская — Сиверса» продлён до Центрального рынка с добавлением на маршрут дополнительных единиц подвижного состава.
4 марта 2017 года началась реконструкция улицы Станиславского. Проект предусматривал полную замену трамвайного полотна, коммуникаций, устройство системы ливневой канализации и укладку тротуарной плитки на проезжей части и тротуарах. После реконструкции улицы Станиславского с 1 июля 2018 года возобновилось движение трамваев по маршруту № 1 «Главный железнодорожный вокзал — Госпиталь ветеранов ВОВ». Итоговая стоимость работ по реконструкции составила более 1 млрд рублей

## Подвижной состав

### Современный
В городе работают вагоны 71-911E «City Star», Tatra T6B5, 71-619КУ, 71-619КТУ. Общее количество пассажирских вагонов — 31, в том числе работающих на линии — 29.
На 18.06.2025 В Ростове-на-Дону имеется 41 трамвайный вагон:
| Модель               | Всего | Рабочих |
| -------------------- | ----- | ------- |
| 71-911E «City Star»  | 21    | 17      |
| 71-911E(мод. Кстово) | 7     | 0       |
| Tatra T6B5SU         | 6     | 5       |
| 71-619КУ             | 5     | 5       |
| 71-619КТУ            | 2     | 2       |
| Итого:               | 41    | 29      |

### Служебный
Действует 7 единиц служебного подвижного состава: ТК-28А (служба пути), КТМ-2 (энергослужба), снегоочистители ВТК-01 (С-6000 и С-8000), снегоочиститель ГС-4 (КРТТЗ) (С-3000), снегоочиститель Tatra T3SU (С-7000), вихревой снегоочиститель Tatra T3SU (ВС-2000).

### Исторический
Бельгийские вагоны, Х/М, КТМ/КТП-1, КТМ/КТП-2, Tatra T1 (1957—1970), Tatra T2 (1958—1974), Tatra T3 (1968—2002, с 2007 по 2010), Tatra T4D (1996—2002), 71-605У (1991-2016), 71-608КУ (1993—2015), Tatra K2 (1971—1996)

### Музейный
К 105-летнему юбилею городского трамвая был восстановлен в качестве музейного трамвай Татра Т3 1971 года выпуска. До восстановления этот вагон использовался как снегоочиститель. Помощь в восстановлении оказало трамвайное хозяйство Краснодарское ТТУ, которое передало в Ростов запчасти для вагона. После юбилейных празднеств вагон начал работать на одном из маршрутов города. В честь юбилея вагон получил необычный бортовой номер — 105. На момент 2025 года вагон не эксплуатируется и  находится в законсервированом состоянии.

Фотогалерея Ростовского трамвая
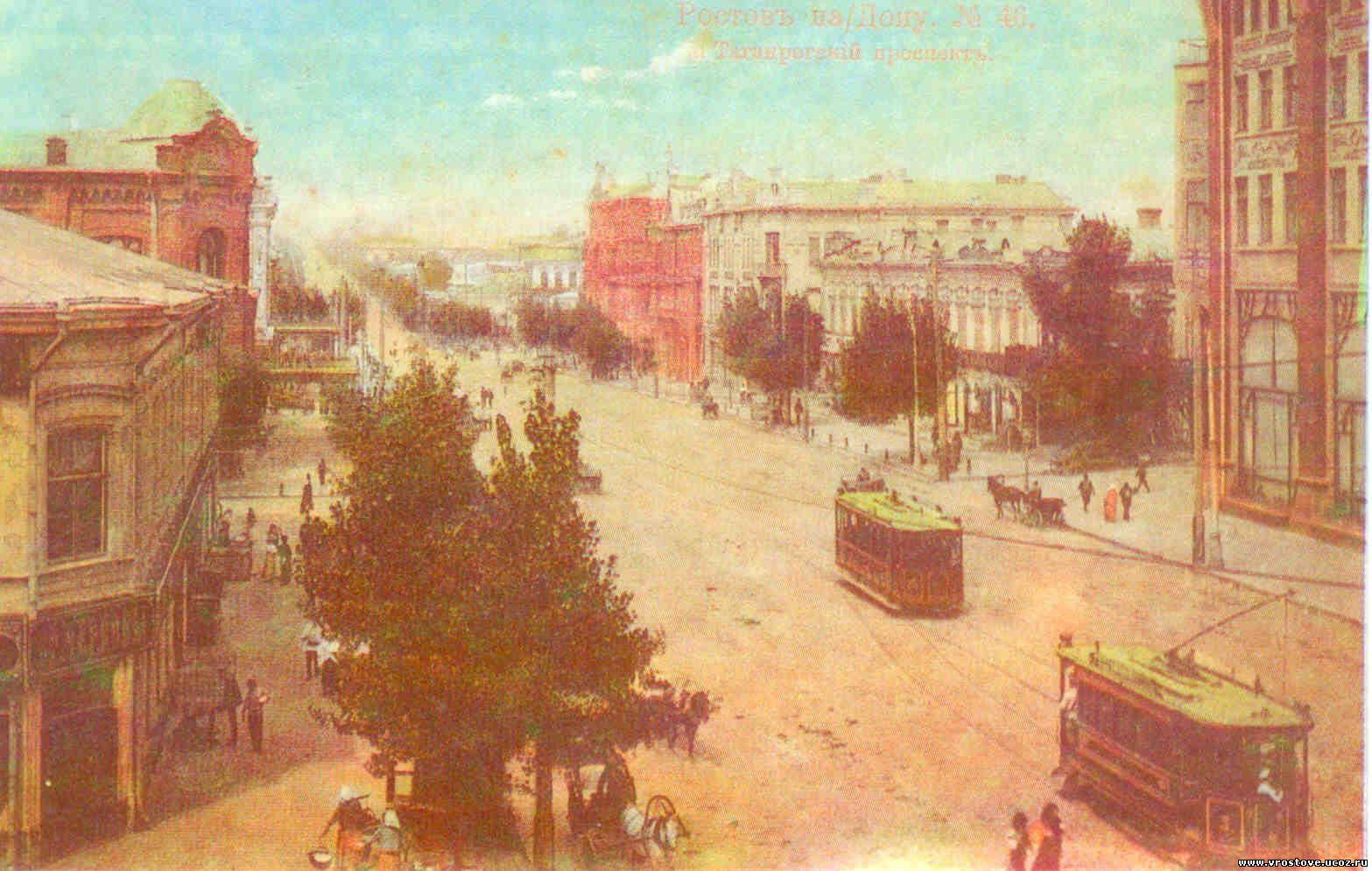
Трамваи на Таганрогском проспекте. Начало XX века
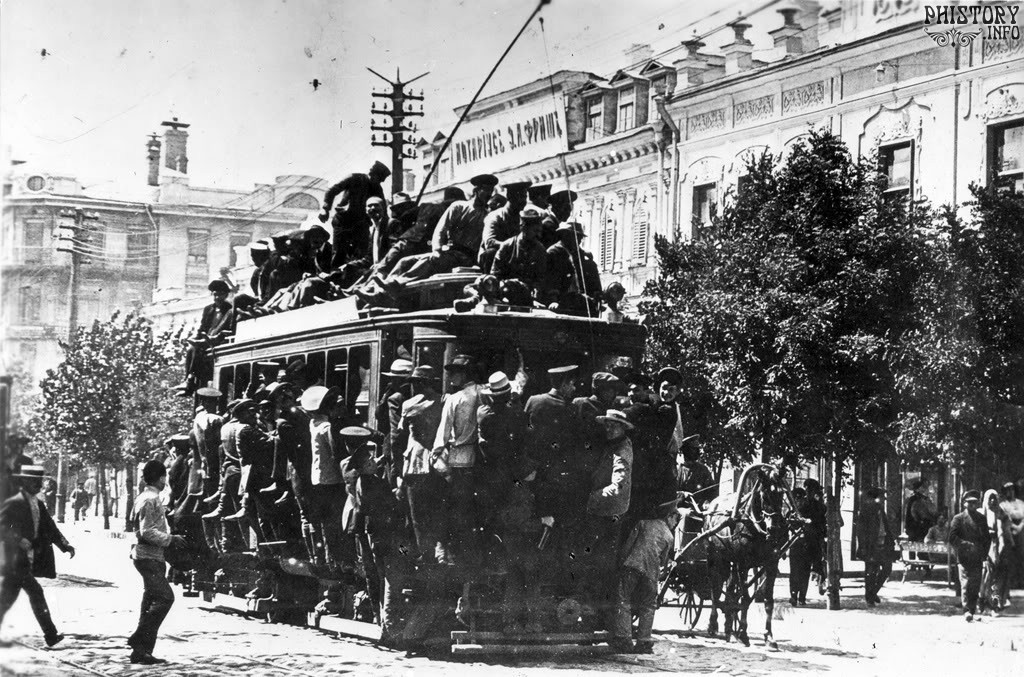
Трамвай в Нахичевани-на-Дону
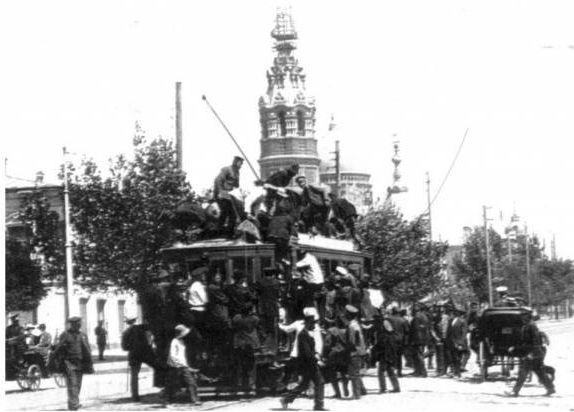
Трамвай в Нахичевани-на-Дону
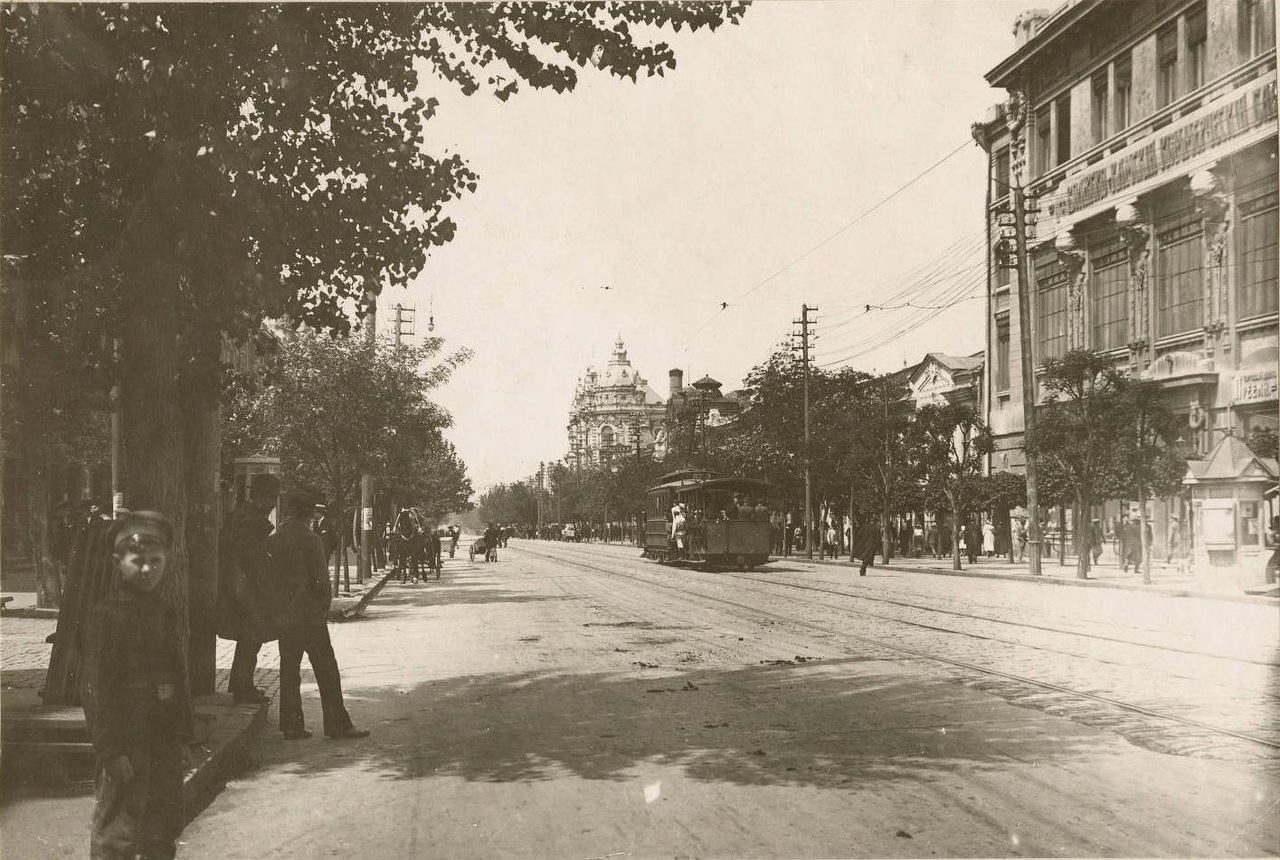
Трамвай на Большой Садовой улице
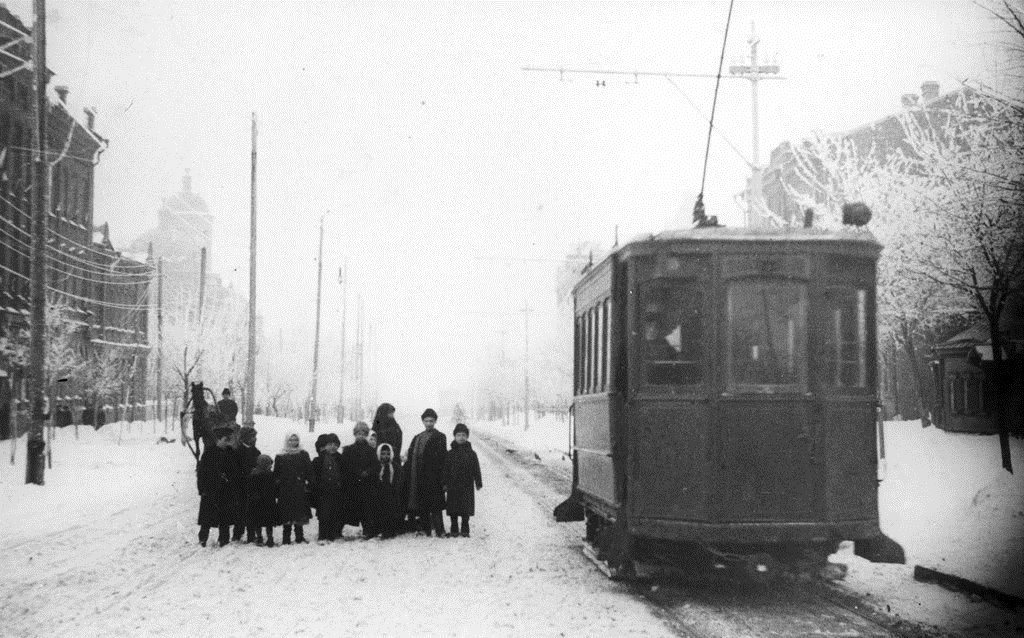
Трамвай на Сенной улице
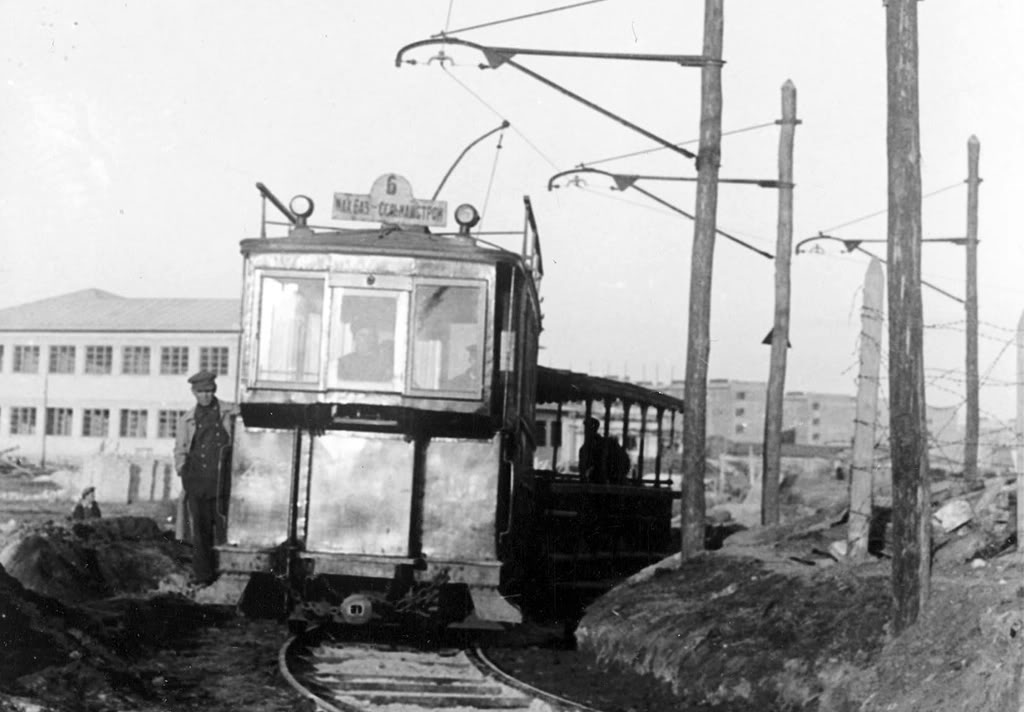
Двухосный трамвай Nivelles № 46. Следует по маршруту № 6
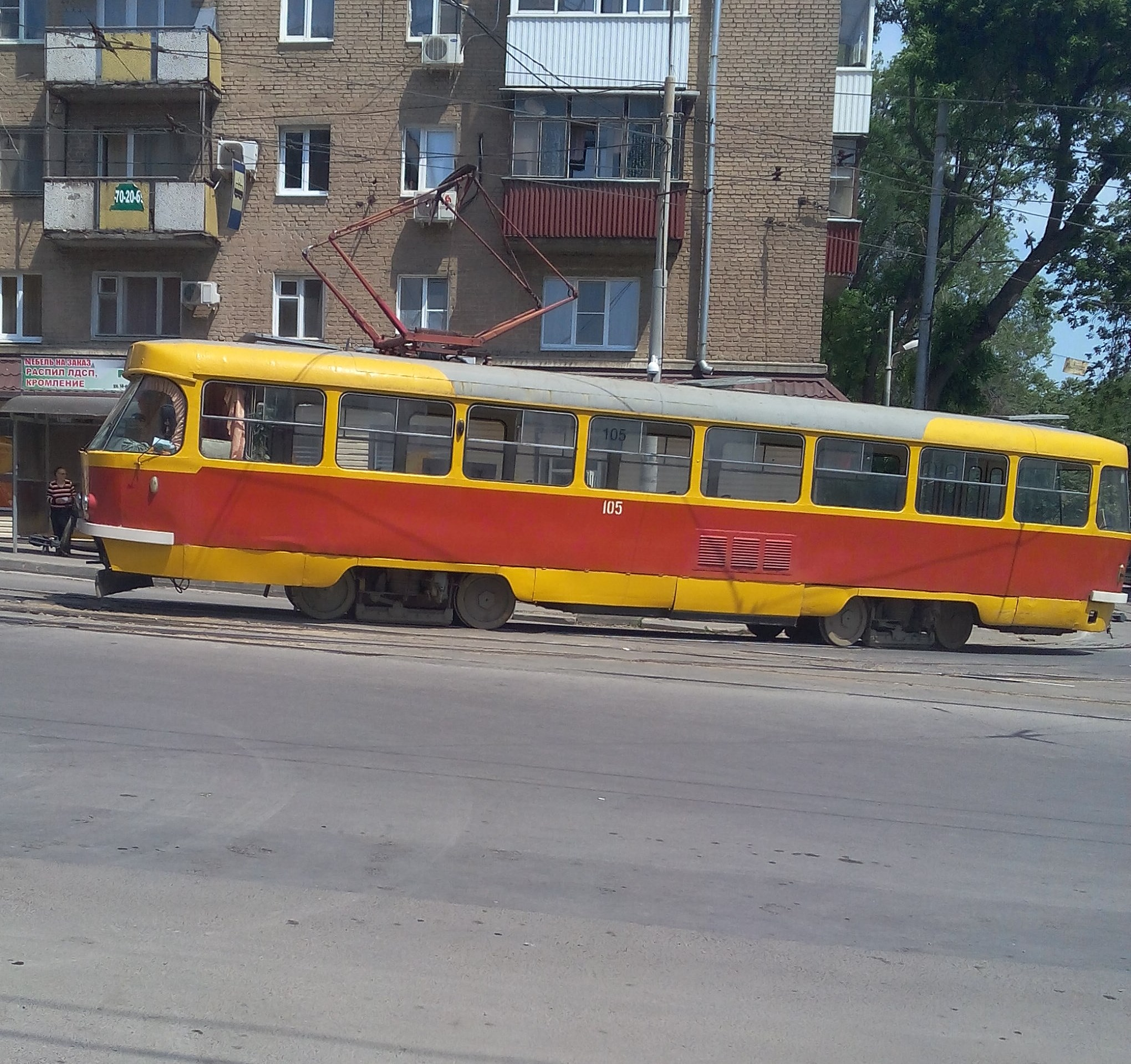
Трамвай Tatra T3 на площади Толстого
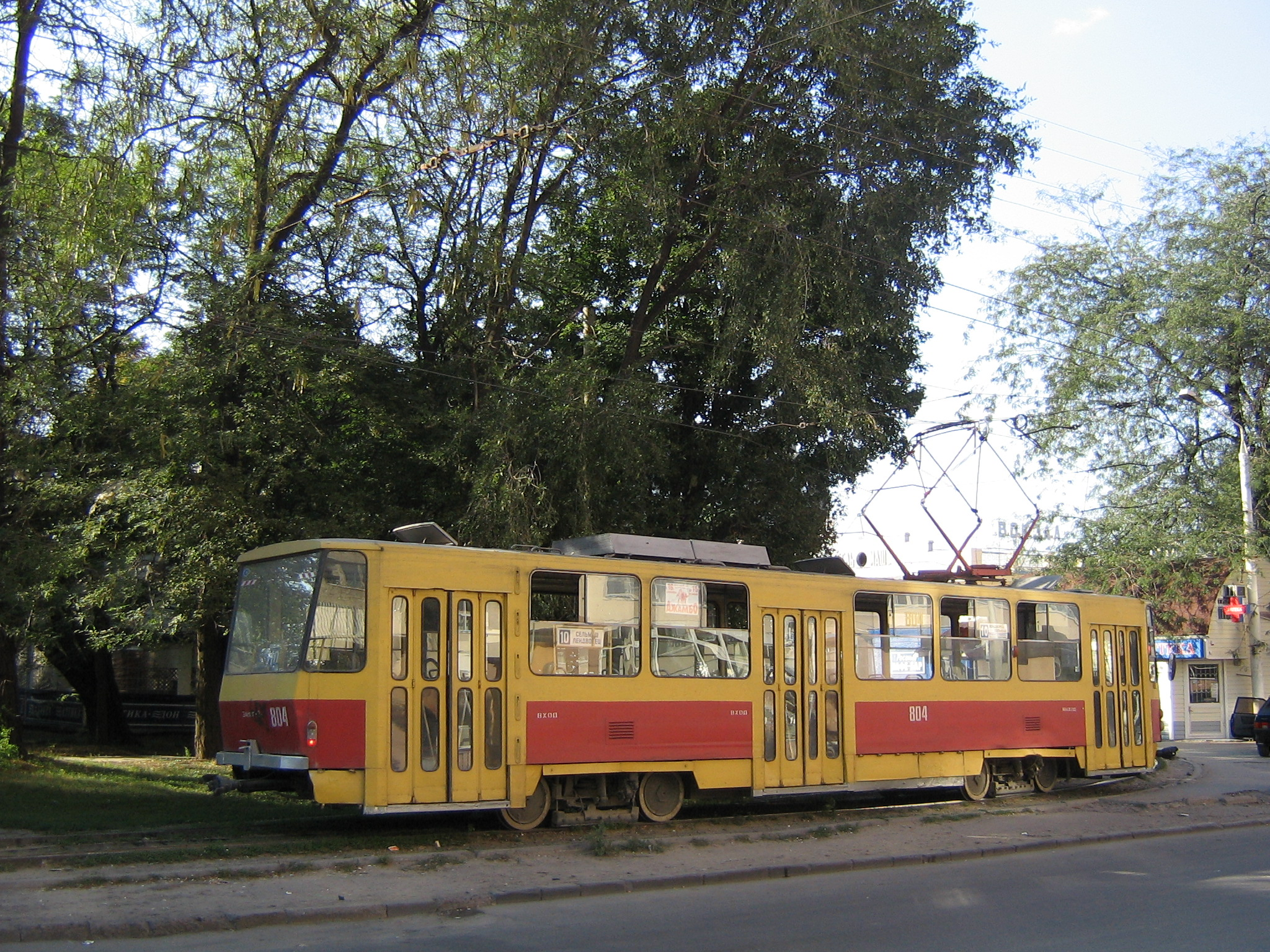
Трамвай Tatra T6B5 на к/с «Сельмаш»
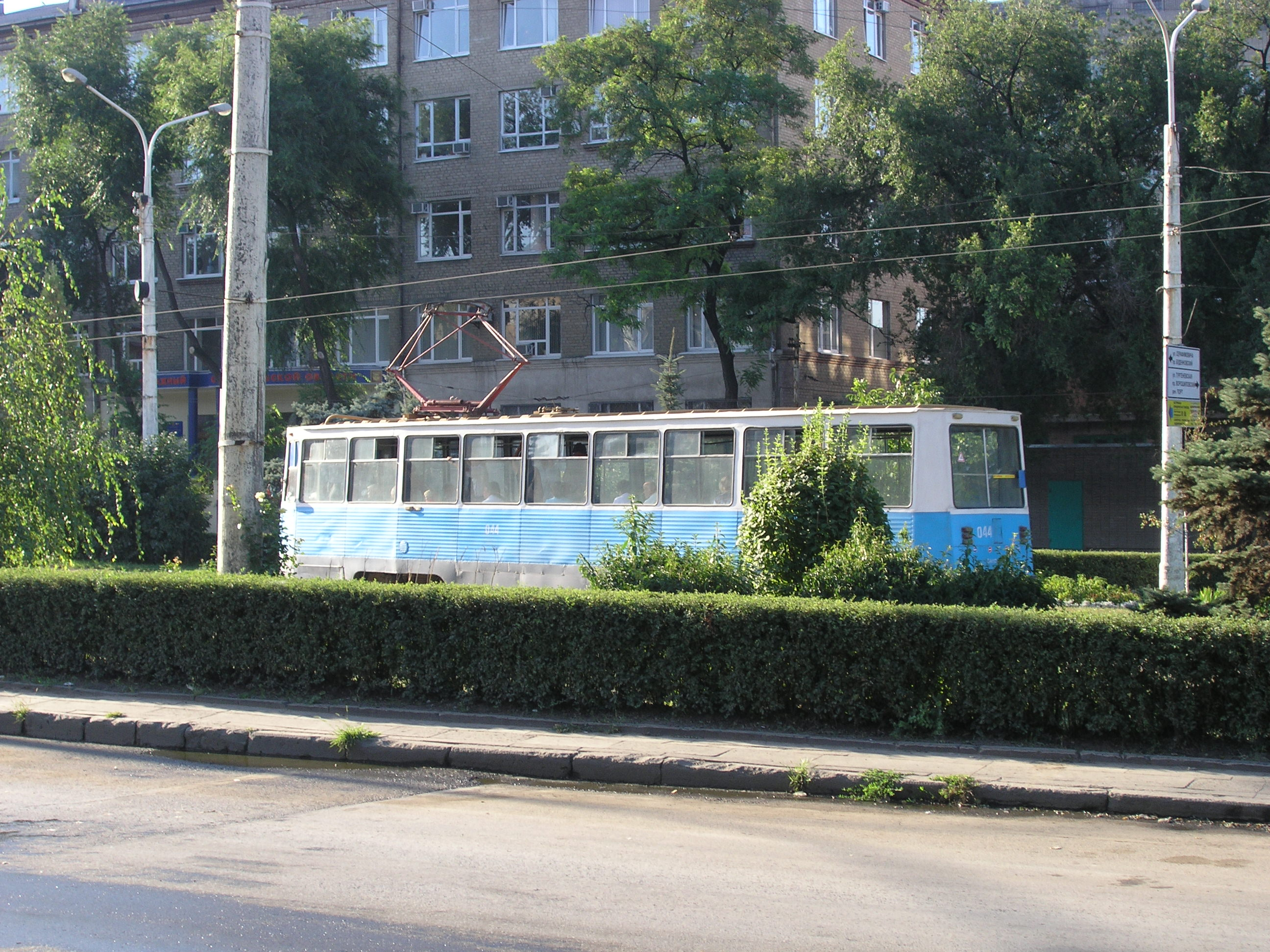
Трамвай КТМ-5 на площади 5-го Донского корпуса, 2006 год
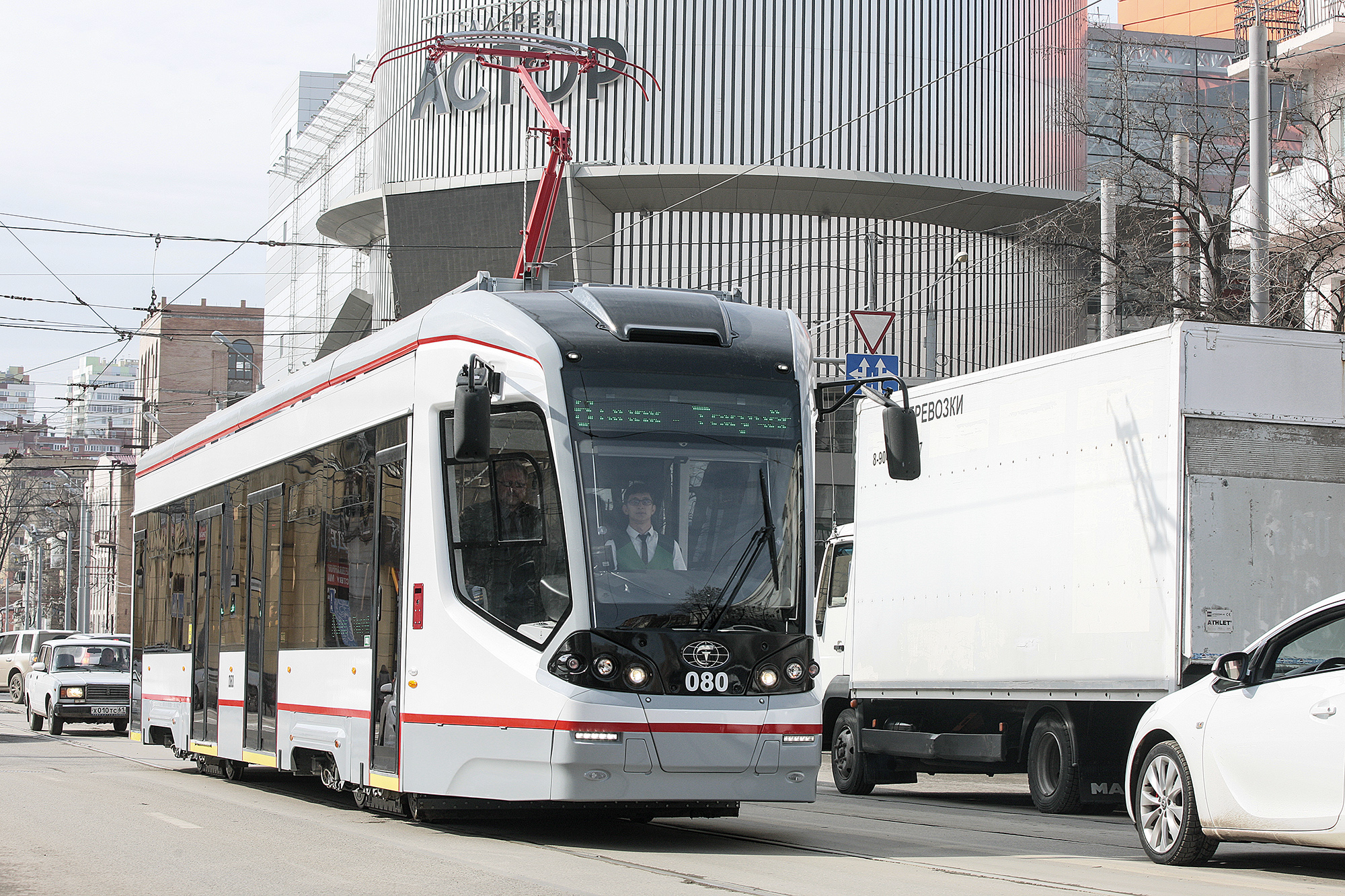
Трамвай 71-911  на улице Максима Горького, 2016 год
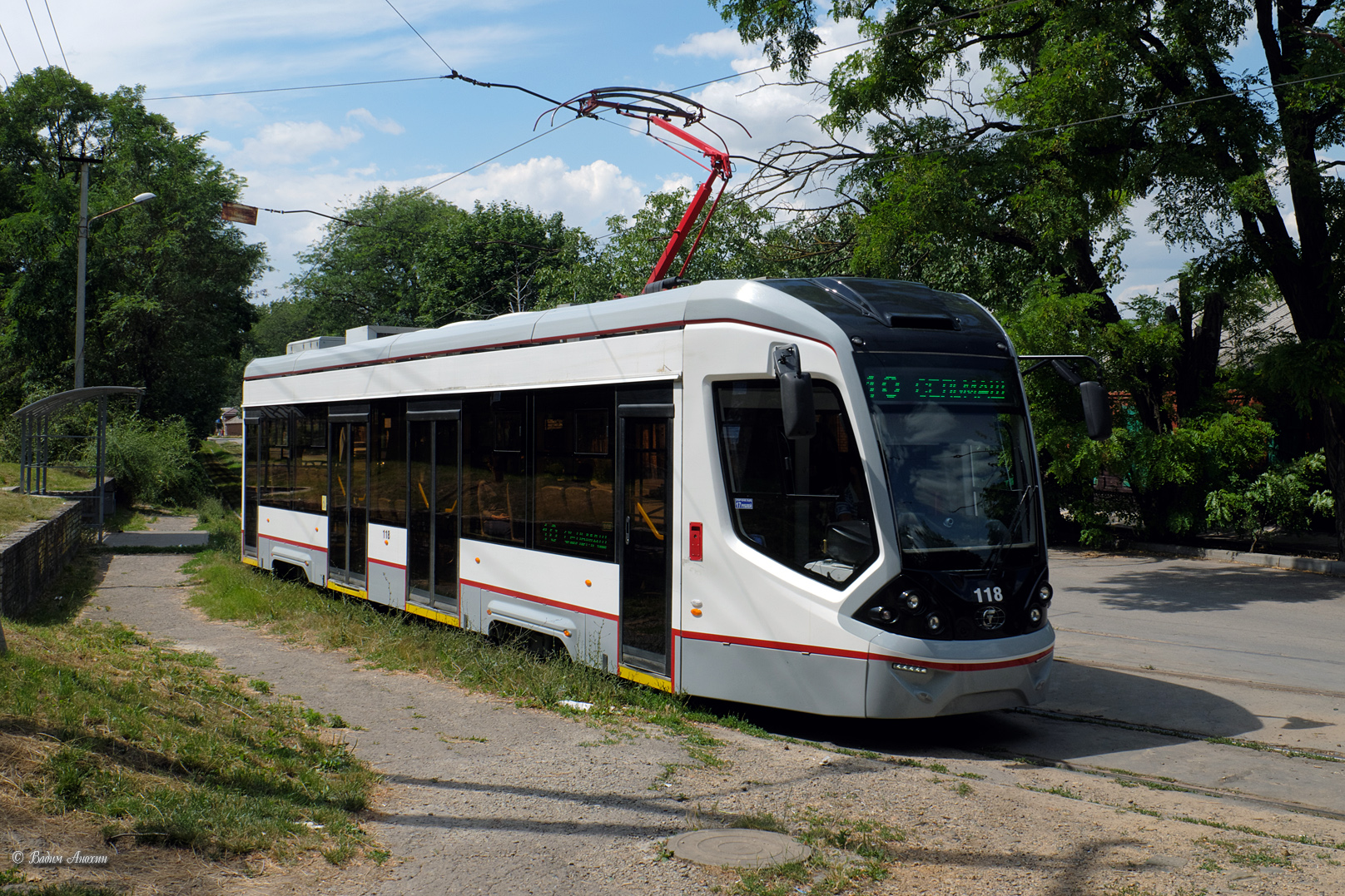
Трамвай 71-911E "Сити Стар"

## Маршрутная сеть трамвая
Трамвайная сеть представляет собой 5 маршрутов, охватывающие Ленинский, Кировский, Пролетарский и Железнодорожный районы города Ростова-на-Дону. Трамвайные маршруты отсутствуют на территории Ворошиловского, Октябрьского, Первомайского и Советского районов города.
| №  | Конечные                       | Конечные                | Маршрут |
| -- | ------------------------------ | ----------------------- | --- |
| 1  | Главный железнодорожный вокзал | Госпиталь ветеранов ВОВ | Главный железнодорожный вокзал — улица Станиславского — Центральный рынок — улица Станиславского — ул. Закруткина — пл. Л.Толстого — (28-я линия — ул. Буйнакская) / 26-я линия — Госпиталь ветеранов ВОВ |
| 4  | Главный железнодорожный вокзал | Сельмаш                 | Главный железнодорожный вокзал — улица Станиславского — Центральный рынок — улица Станиславского — Театральный проспект — улица Максима Горького — улица Ченцова — улица 14-я линия — улица 1-й Конной Армии — Сельмаш                                                                                                  |
| 6  | Центральный рынок              | Мясокомбинат            | Центральный рынок — пр. Будённовский — ул. М. Горького — пер. Крепостной — улица Текучёва |
| 7  | Центральный рынок              | улица Чукотская         | Центральный рынок — пр. Будённовский — ул. М. Горького — пр. Сиверса — Лендворец — ул. Собино — пер. Перовский — ул. Гусева — (ул. Дальневосточная — ул. Скачкова) / (пер. Чухновский — ул. Профсоюзная) — ул. Ясная — ул. 2-я Кольцевая — ул. Калинина — ул. Осипенко — пл. Мичурина — ул. Мичуринская — ул. Чукотская |
| 10 | Сельмаш                        | площадь Мичурина        | Сельмаш — ул. 1-й Конной Армии — ул. 14-я линия — ул. Ченцова — ул. М.Горького — пр. Сиверса — Лендворец — ул. Собино — пер. Перовский — ул. Гусева — (ул. Дальневосточная — ул. Скачкова) / (пер. Чухновский — ул. Профсоюзная) — ул. Ясная — ул. 2-я Кольцевая — ул. Калинина — ул. Осипенко — пл. Мичурина           |

## Перспективы развития

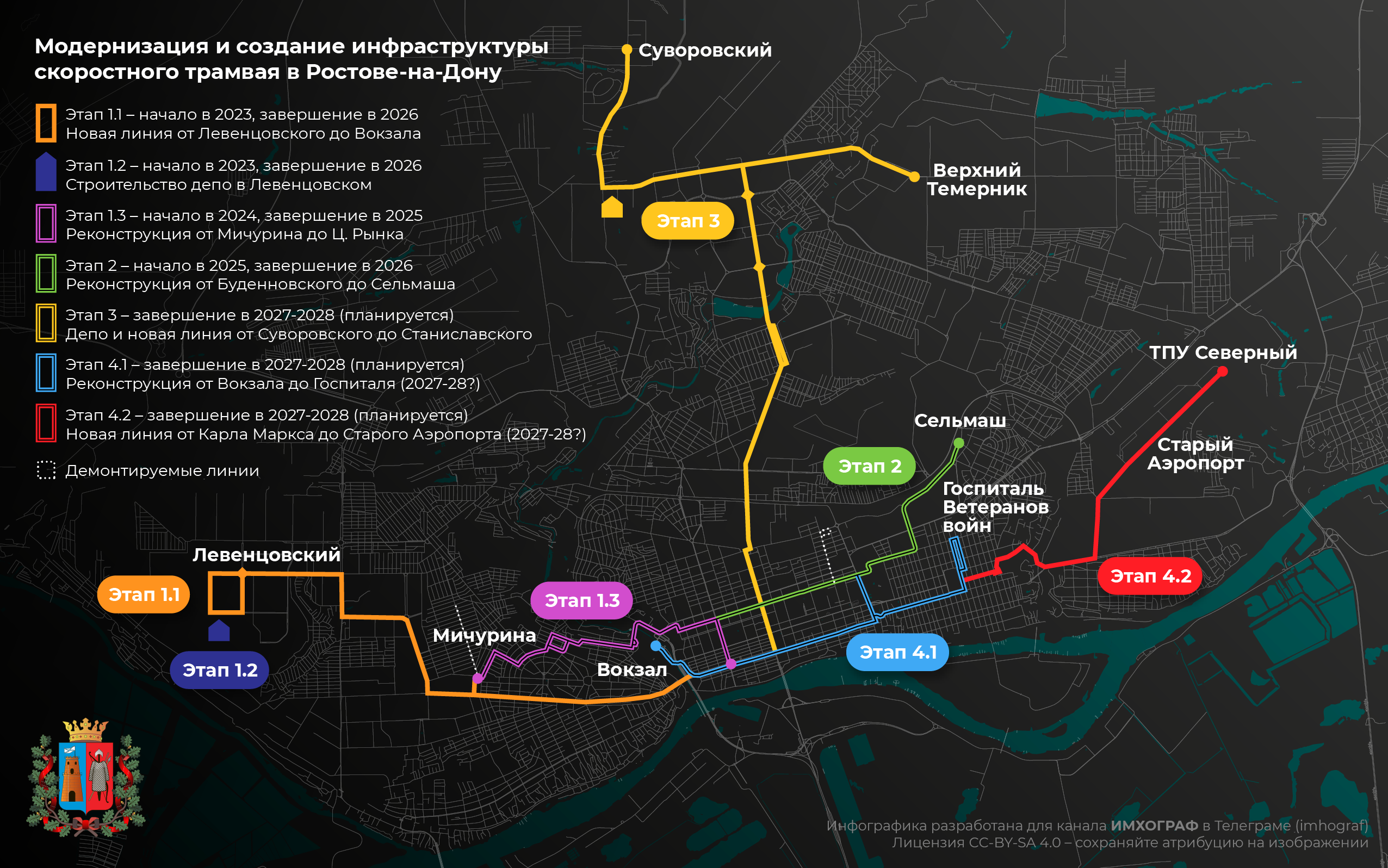
Схема развития трамвая в Ростове-на-Дону до 2028 года

В конце 2019 года приоритетными направлениями по созданию новых трамвайных маршрутов в Ростове-на-Дону директор Департамента транспорта Христофор Ермашов назвал западное (микрорайон Левенцовский) и восточное (микрорайон Вересаево). Первое направление — «Центр — микрорайон Левенцовский» — предполагало укладку 8,5 километров трамвайного пути со строительством эстакадного путепровода над улицей имени Малиновского, с прокладкой маршрута по улице 339-й Стрелковой дивизии, далее с выходом в створ улицы Текучёва и к Будённовскому проспекту, с реконструкцией трамвайного депо (площадка «Улица Балакирева,27») и тяговых подстанций. Второе направление — «Госпиталь ВОВ — микрорайон Вересаево» — предполагало укладку 8 километров трамвайного пути со строительством эстакадного путепровода над Кизитериновской Балкой, железнодорожными путями, далее с выходом в створ проспекта 40-летия Победы, к улице Вересаева, по улице Златоустовская к кирпичному заводу, с реконструкцией трамвайного депо (площадка «Улица 36-я Линия, 1») и тяговых подстанций.
В 2020 году петербургское проектное бюро провело исследование пассажирских потоков в городе с целью определить практическое обоснование для строительства метрополитена. В результате, администрации города было рекомендовано отказаться от строительства метро и сосредоточиться на развитии системы легкорельсового скоростного трамвая на базе существующих линий, а также с учётом строительства новых — из Левенцовского жилого района в район старого аэропорта, а также из Суворовского жилого района на левый берег. Предполагалось также строительство альтернативных линий в Западном жилом массиве, а также подземного тоннеля под рекой Кизитеринкой. В 2021 году планируется утверждение программы комплексного развития транспортной инфраструктуры города, в которой строительство скоростного трамвая — одна из приоритетных задач.
В апреле 2023 года было объявлено о начале подготовительных работ для строительства первого этапа модернизации и созданию инфраструктуры скоростного трамвая. Между администрацией Ростова и компанией «Синара – ГТР» было достигнуто соглашение в рамках концессии, по аналогии с модернизацией трамвайной системы Таганрога. Первый и второй этапы модернизации ростовского трамвая – от мкр Левенцовского до Вокзала и от пл. Мичурина до Центрального рынка – по плану завершатся к 2026 году, после чего будет начаты 3 и 4 этапы – от ЖК Суворовского и Верхнего Темерника до ул. Станиславского, а также от пл. Карла Маркса до ТПУ Северный, через район «старого аэропорта». В 2025 году модернизация находится в замороженном состоянии.

## Депо

### Действующее
Трамвайное депо МУП «РТК», имеющее две производственные площадки:
- Площадка «Улица Балакирева, 27» (бывшее Ленгородское трамвайное депо) (Обслуживает маршруты 6, 7 и 10).
- Площадка «Улица 36-я Линия, 1» (бывшее Пролетарское трамвайное депо) (Обслуживает маршруты 1, 4, 6).

### Ликвидированные
- Кировское трамвайное депо (на месте бывшего депо открыт торгово-развлекательный центр с супермаркетом «Перекрёсток» и кинотеатром «Большой»).
- Октябрьское трамвайно-троллейбусное депо (территория отдана под многоэтажную застройку).

## Необычные участки рельс
ул. 1-й Конной Армии: пересечение трамвайной ветки с железнодорожными рельсами, ведущими к депо ДЖД. 
далее также на ул. 1-й Конной Армии на остановке Ростов-Товарная происходит переплетение путей: из-за правил дорожного движения трамвай едет "по встречке" до 14-й Линии, где переплетение путей возвращает на обычное движение. На площади Мичурина есть закопанный путь рядом с действующими, идущий от пр. Стачки, при модернизации трамвая этот путь будет восстановлен. 